# Barbatia tenera
Barbatia tenera – gatunek morskiego, osiadłego małża z rodziny arkowatych (Arcidae).
Muszla wielkości około 3,5 – 4 cm. Kształtu owalnego. Periostrakum muszli pokryte promienistymi liniami wybrzuszeń. Muszla od zewnątrz w kolorze brązowawym, wewnątrz biała. Występuje przytwierdzony podłoża skalnego lub kamieni bisiorem w płytkich wodach. Są rozdzielnopłciowe, bez zaznaczonych różnic płciowych w budowie muszli. Odżywiają się planktonem.
Występuje w Ameryce Północnej od Florydy do Karaibów.